# مهاد (اسم)
هو اسم قرآني يطلق على الذكور والإناث، يعني “مهد” ، وهو مكان الراحة وهو الفراش ويكتب اسم مهاد في الإنجليزية بطرق متعددة مثل: mihad و mehad.

## معنى الاسم
اسم مهاد اسم عربي يطلق على الجنسين البنين والبنات، وهو جمع مهد ويعني الفراش، كما انه جزء موجود في المخ ينقل الدفعات العصبية من الحس إلى المخ
وهو اسم من الأسماء العربية القديمة التي كانت تستخدم قديما بين القبائل العربية في شبه الجزيرة العربية اختفت لفترة كبيرة ثم عادت مرة أخرى وهو مأخوذ من القرآن الكريم، ويستخدم هذا الاسم بشكل كبير بين العرب والمسلمين، 

## صفات من يحمل اسم مهاد
- لديه الشعور بالواجب.
- لدبه قدرة كبيرة على الاستمرار في التركيز والقيام بمهام صعبة.
- شخص مثالي ويؤمن بالتضحية بالنفس.
- يهدف إلى توجيه جميع القوى والعمل على تحفيز الآخرين لتحقيق أكبر قدر ممكناً من النجح والقدم.
- يستمتع بالعمل في أي شيء ذي طبيعة ميكانيكية أو تقنية، ويعتقد أن ما يستحق القيام به يستحق القيام به بشكل جيد.
- عندما يكون مهتماَ بمشروع، فإنه يركز كل أفكاره عليه ولا يستطيع أحد مقاطعته.
- يخلق هذا الاسم طريقة مدروسة ومنهجية في التفكير والتحدي؛ يستغرق الأمر وقتًا للتعلم، ولكن بمجرد أن يتقن موضوعًا ما، فلا ينساه.
- شخص منظم للغاية في كل ما يفعله ولا يحب رؤية الأشياء خارج الترتيب.

## ورود الاسم في القران الكريم
- (لَهُمْ مِنْ جَهَنَّمَ مِهَادٌ ) الاية (41) سورة الاعراف
- (وَإِذَا قِيلَ لَهُ اتَّقِ اللَّهَ أَخَذَتْهُ الْعِزَّةُ بِالْإِثْمِ ۚ فَحَسْبُهُ جَهَنَّمُ ۚ وَلَبِئْسَ الْمِهَادُ) الآية رقم (206) - من سورة البقرة
- (أَلَمْ نَجْعَلِ الْأَرْضَ مِهَادًا) الآية رقم (6) - من سورة النبأ
- (مَتَاعٌ قَلِيلٌ ثُمَّ مَأْوَاهُمْ جَهَنَّمُ ۚ وَبِئْسَ الْمِهَادُ) الآية رقم (197) - من سورة آل عمران
- (قُلْ لِلَّذِينَ كَفَرُوا سَتُغْلَبُونَ وَتُحْشَرُونَ إِلَىٰ جَهَنَّمَ ۚ وَبِئْسَ الْمِهَادُ) الآية رقم (12) - من سورة آل عمران
- (أُولَٰئِكَ لَهُمْ سُوءُ الْحِسَابِ وَمَأْوَاهُمْ جَهَنَّمُ ۖ وَبِئْسَ الْمِهَادُ) الآية رقم (18) - من سورة الرعد
- (جَهَنَّمَ يَصْلَوْنَهَا فَبِئْسَ الْمِهَادُ) الآية رقم (56) - من سورة ص

## ويطلق اسم مهاد على
- مهاد هي كتلة كبيرة في المادة الرّماديّة في الجزء الظّهريّ للدّماغ البينيّ والذي هو جزء من الدماغ.
- مهاد سفلي وهو جزء من الدماغ البيني.
- مهاداي داس شاعرة غيانية. ولدت داس عام ١٩٥٤ في اكليس
- المهادي (المدارعة) هو دُوَّار يقع بجماعة أمرامر، إقليم الصويرة، جهة مراكش آسفي في المملكة المغربية
- المهادمة (الطيال) هي إحدى قرى عزلة بني جبر بمديرية الطيال التابعة لمحافظة صنعاء،

## زخرفة اسم مهاد[6]
مۭــھــٰا̍د، مهاد، مہهاد، مهاد، مهادِ. ، م͠هاد͠. ، م̷هاد̷ِ. ، م̲هاد̲ ، مـهاڍ، مهاد̀́. ،مـْـْْـْهاڊ. ، م̯͡هاد̯͡. ، مـ♥̨̥̬̩هاد. ،مهادِ. ،مــھــاد، مـھٱد